# Tartak (Suwałki)
Pour les articles homonymes, voir Tartak.
Tartak est un village polonais du district administratif de Suwałki, dans le powiat de Suwałki, voïvodie de Podlachie, au nord-est du pays. 
Il est situé à environ 12 km à l'est de Suwałki et à 110 km au nord de la capitale régionale Białystok.